# 于策
于策（德語：Uetze，發音：[ˈʏtsə] ⓘ）是德国下萨克森州汉诺威地区的市镇，面积140.85平方千米，2023年12月31日人口为20,392人。